# Castillo (náutica)

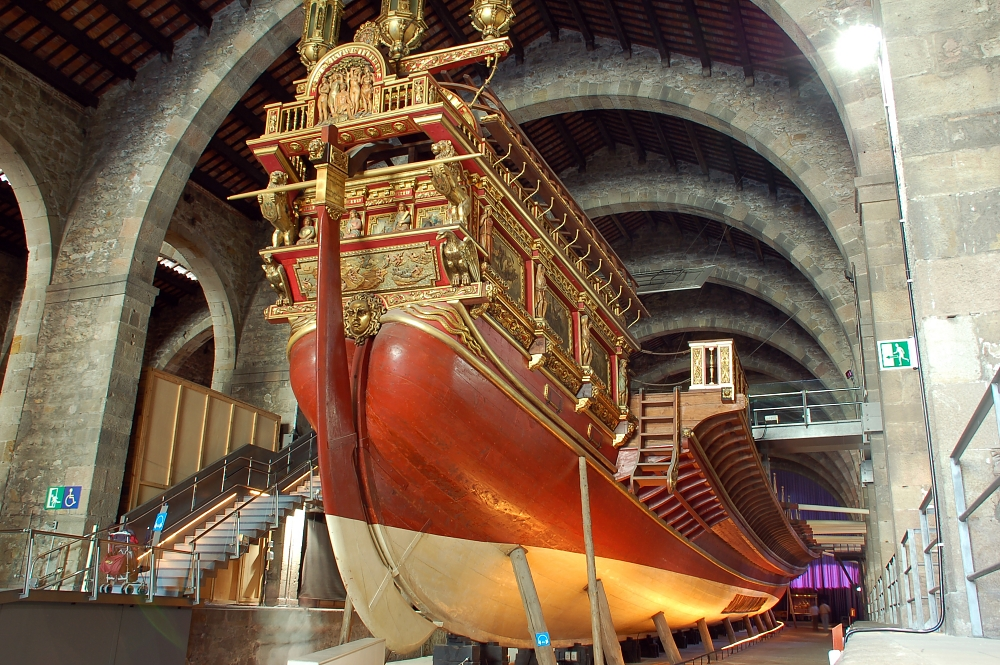
Castillo de popa de una réplica de La Real, nave capitana de don Juan de Austria en la batalla de Lepanto.

En náutica, los castillos son las superestructuras que en un barco se elevan por encima de su cubierta principal.

## Historia
Históricamente ha habido dos castillos principales, primero el de popa, añadido como parte integrante del buque a partir de la Edad Media, y finalmente el de proa, que apareció durante el siglo XV en naos y carracas cuando éstas empezaron a ser lo bastante grandes como para poder albergar una superestructura sobre su proa.